# Dyckia elisabethae
Dyckia elisabethae är en gräsväxtart som beskrevs av S.Winkl. Dyckia elisabethae ingår i släktet Dyckia och familjen Bromeliaceae. Inga underarter finns listade i Catalogue of Life.